# Horst Krockert
Horst Krockert (* 17. Februar 1924 in Wriezen; † 26. Mai 2015 in Wiesbaden) war ein deutscher Politiker der SPD.
Krockert nahm als Berufsoffizier am Zweiten Weltkrieg teil und geriet in Kriegsgefangenschaft, in der er zum Glauben fand. In den Fünfzigerjahren studierte er in Mainz und Göttingen evangelische Theologie. Nachdem er sein Vikariat absolviert hatte, trat Krockert 1959 eine Stelle im Theologischen Seminar der Evangelischen Kirche in Hessen und Nassau (EKHN) an. 1962 wechselte er als Referent in die Gossner Mission nach Mainz. 1967 übernahm er die Leitung des Amtes für Industrie- und Sozialarbeit der EKHN.
1969 wurde er für die SPD im Wahlkreis Wiesbaden direkt in den Deutschen Bundestag gewählt. Nach erfolgreichen Wiederwahlen in den Jahren 1972 und 1976 war er insgesamt von 1969 bis 1980 Mitglied des Deutschen Bundestages.
Im April 1970 wurde Krockert vom Rat der Evangelischen Kirche in Deutschland in die Strafrechtskommission der Evangelischen Kirche berufen. Aus der Kommission, die der Auseinandersetzung mit der Reform des § 218 StGB von evangelischer Seite dienen sollte, schied Krockert, der an keiner Sitzung teilgenommen hatte, bereits Anfang 1971 wieder aus.
Nach seinem Ausscheiden aus dem Bundestag wurde Krockert 1981 Pfarrer der Wiesbadener Oranier-Gemeinde. 1982 übernahm er die Leitung der Abteilung für Öffentlichkeitsarbeit der EKHN und war damit auch Pressesprecher der Kirchenleitung bis zu seinem Ruhestand 1989. Er war verheiratet und hatte drei Söhne.